# درخشان‌ماهی تگزاس
درخشان‌ماهی تگزاس (نام علمی: Notropis amabilis) نام یک گونه از سرده درخشنده‌های شرقی است.